# ПБЗ Загреб Индоорс
ПБЗ Загреб Индоорс (на английски: PBZ Zagreb Indoors) е турнир по тенис за мъже, провеждан в края на януари и началото на февруари в Дома на спорта в Загреб, Хърватия.

## История
Мачовете се играят на закрито на твърда настилка. Турнирът се провежда за първи път през 1996 г. 
През 1998 г. турнура се провежда в Сплит.
От 1996 до 1998 година турнира е наречен Хърватия индор.
През 2006-а, след деветгодишно прекъсване, той отново започва да се провежда, този път под настоящето си име. Съкращението PBZ идва от инициалите на един от основните му спонсори – Privredna Banka Zagreb.
Председател на организационния комитет е Горан Иванишевич. Турнирът е част от Международната серия на АТП.

## Финали

### Сингъл
| Година      | Шампион              | Финалист       | Резултат                 |
| ----------- | -------------------- | -------------- | ------------------------ |
| 2015        | Гилермо Гарсия Лопес | Андреас Сепи   | 7 – 6(7–4), 6 – 3        |
| 2014        | Марин Чилич          | Томи Хаас      | 6 – 3, 6 – 4             |
| 2013        | Марин Чилич          | Юрген Мелцер   | 6 – 3, 6 – 1             |
| 2012        | Михаил Южни          | Лукаш Лацко    | 6 – 2, 6 – 3             |
| 2011        | Иван Додиг           | Михаел Берер   | 6 – 3, 6 – 4             |
| 2010        | Марин Чилич          | Михаел Берер   | 6 – 4, 6 – 7(5–7), 6 – 3 |
| 2009        | Марин Чилич          | Марио Анчич    | 6 – 3, 6 – 4             |
| 2008        | Сергий Стаховски     | Иван Любичич   | 7 – 5, 6 – 4             |
| 2007        | Маркос Багдатис      | Иван Любичич   | 7 – 6(7–4), 4 – 6, 6 – 4 |
| 2006        | Иван Любичич         | Щефан Кубек    | 6 – 3, 6 – 4             |
| 1998 – 2005 | Не се провежда       | Не се провежда | Не се провежда           |
| 1997        | Горан Иванишевич     | Грег Руседски  | 7 – 6, 4 – 6, 7 – 6      |
| 1996        | Горан Иванишевич     | Седрик Пиолин  | 3 – 6, 6 – 3, 6 – 2      |

### Двойки
| Година      | Шампиони                        | Финалисти                         | Резултат                  |
| ----------- | ------------------------------- | --------------------------------- | ------------------------- |
| 2007        | Михаел Колман Александер Васке  | Франтишек Чермак Ярослав Левински | 7 – 6(7–5), 4 – 6, 10 – 5 |
| 2006        | Ярослав Левински Михал Мертинак | Давиде Сангиети Андреас Сепи      | 7 – 6(9–7), 6 – 1         |
| 1998 – 2005 | Турнирът не се провежда         | Турнирът не се провежда           | Турнирът не се провежда   |
| 1997        | Саша Хиршон Горан Иванишевич    | Брент Хейгарт Марк Кайл           | 6 – 4, 6 – 3              |
| 1996        | Мено Остинг Либор Пимек         | Мартин Дам Хендрик-Ян Давидс      | 6 – 3, 7 – 6              |